# Cemitério Parque Jardim da Saudade

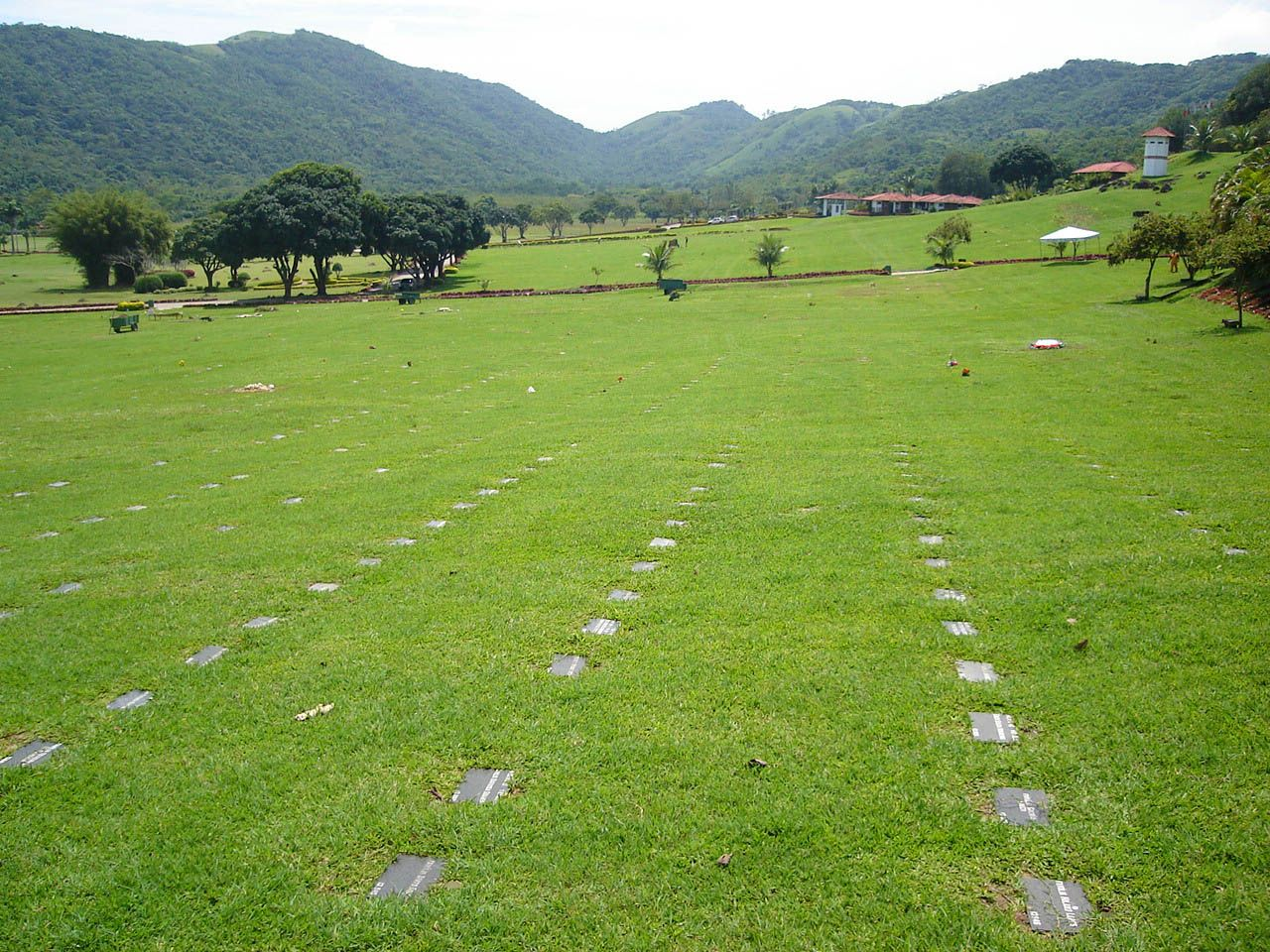
Cemitério Jardim da Saudade Paciência

Cemitério Parque Jardim da Saudade é um conjunto de três necrópoles administrados pelo Grupo Jardim da Saudade, sendo dois no Rio de Janeiro (bairros Jardim Sulacap e Paciência) e o terceiro, localizado em Porto Velho, Rondônia.
Inaugurado em 1970, o Jardim da Saudade Sulacap tem como principais características, seus monumentos como a Bíblia e as mãos em oração, em homenagem ao ecumenismo. Criado em 1989, o Jardim da Saudade Paciência é o maior cemitério da América Latina com 1.200.000 m2 cercado por colinas e áreas verdes.

## Famosos sepultados no Cemitério Jardim da Saudade Sulacap
- Adriana Prieto (atriz)
- Agnaldo Timóteo (cantor)
- Alexandre Pessoal (cantor)
- Anderson Leonardo (cantor e compositor)
- Aracy de Almeida (cantora)
- Arlindo Cruz (cantor)
- Augusto César Vannucci (diretor)
- Brandão Filho (ator)
- Candeia (compositor)
- Cássia Eller (cantora)
- Castor de Andrade (bicheiro)[3]
- João Hélio
- Dalva de Oliveira (cantora)
- Daniel Más (escritor e autor de novelas)
- Demétrio Costa (radialista)
- Dirceu José Guimarães (futebolista)
- Djanira da Motta e Silva (pintora)
- Eduardo Conde (ator)
- Elza Soares (cantora)
- Fernanda Vogel (modelo)
- Fernando Pinto (carnavalesco)[4]
- Fernando Vannucci (apresentador e locutor)
- Fregolente (ator)
- Hermínio C. Miranda (escritor)
- Jane di Castro (cantora e artista)
- Jorge Goulart (cantor)
- Laura Moreira Braga
- Lilian Lemmertz (atriz)
- Mr. Catra (cantor)
- Natal da Portela (bicheiro e sambista)
- Nora Ney (cantora)
- Pixinguinha (músico)
- Ronaldo Resedá (cantor)
- Sônia Mamede (atriz)
- Tim Lopes (repórter)
- Yolanda Cardoso (atriz)